# Hans Kugler (Botaniker)
Hans Kugler (* 7. Oktober 1903 in Eichstätt; † 28. Juli 1985 in München) war ein deutscher Botaniker.

## Leben
Nach Besuch des Luitpold- und des Wilhelms-Gymnasiums (Abitur 1923) in München studierte Kugler an der Technischen Hochschule und an der Universität München, wo er bei Karl Ritter von Goebel promovierte. 1928/29 war er Assistent mit Lehrauftrag bei Ernst Küster an der Ludwigs-Universität Gießen; dort erforschte er die Blüten-Ökologie der Rotfrüchtigen Zaunrübe. Ab 1929 war er Studienrat am St. Benno-Gymnasium in Dresden, ab 1937 in Schweinfurt. Ab 1952 unterrichtete er am Maximiliansgymnasium München.
Neben seiner Tätigkeit als Lehrer forschte Kugler privat über blütenökologische Fragestellungen, beispielsweise über den Einfluss der Saftmale an Blüten auf den Blütenbesuch durch Insekten. 1953 wurde er Mitglied der Deutschen Akademie der Naturforscher Leopoldina.

## Veröffentlichungen (Auswahl)
- Hummeln als Blütenbesucher. Ein Beitrag zur experimentellen Blütenökologie, in: Ergebnisse der Biologie, Jg. 19.1943, S. 143–323
- Einführung in die Blütenökologie, 1955; 2. überarb. Aufl. u. d. T. Blütenökologie, 1970
- Zur Bestäubung von Salvia sclarea L. durch Holzbienen (Xylocopa violacea L.), in: Österreichische Botanische Zeitschrift, Jg. 120. 1972, S. 77–85
- Artikel Kny, Leopold und Kölreuter, Joseph Gottlieb, in: Neue Deutsche Biographie, Band 12, 1980 (online-Versionen: Kny; Kölreuter)
- Die Bestäubung von Blüten durch den Schmalkäfer Oedemera, in: Berichte der Deutschen Botanischen Gesellschaft, Jg. 97.1984, S. 383–390